# Розгірче (заказник)
Розгірче  — заказник місцевого значення у Стрийському районі Львівської області, створений згідно рішення Львівської обласної Ради від 19 листопада 2019 року. Заказник «Розгірче» створений з метою збереження змішаних букових лісів, підтримки загального екологічного балансу регіону та забезпечення охорони лісових екосистем.